# Kyrkans trygghetsråd
Kyrkans trygghetsråd är ett partsammansatt organ för att hantera trygghetsavtal inom kyrkans arbetsmarknadsområde i Sverige. Avtalsparter är Svenska kyrkans arbetsgivarorganisation, Jusek, Kommunal, Kyrkans Akademikerförbund, Lärarförbundet, SKTF och Akademikerförbundet SSR.